# Szlovákia a 2008. évi nyári olimpiai játékokon

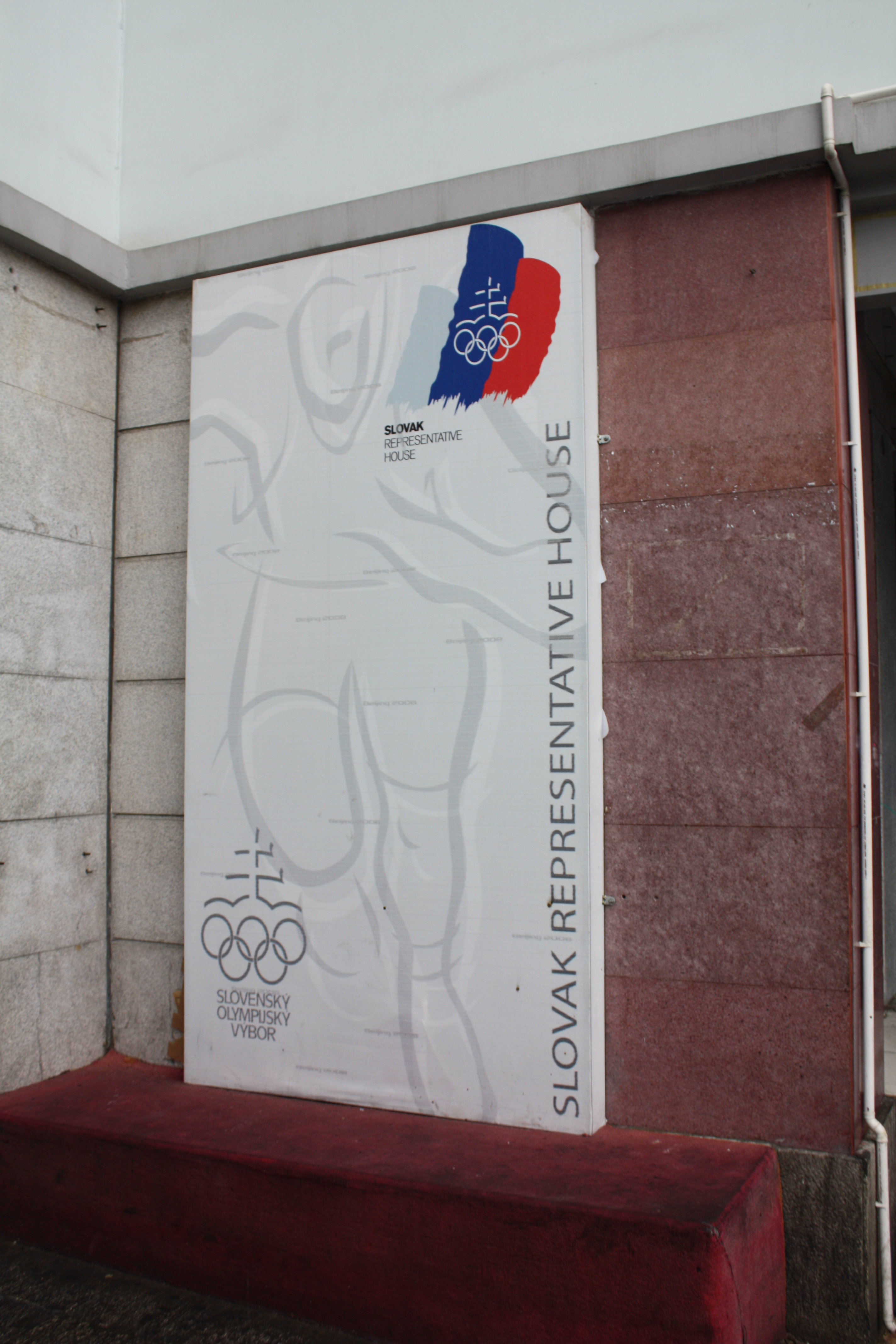

Szlovákia a kínai Pekingben megrendezett 2008. évi nyári olimpiai játékok egyik részt vevő nemzete volt. Az országot az olimpián 14 sportágban 57 sportoló képviselte, akik összesen 6 érmet szereztek.

## Érmesek
| Érem  | Versenyző                                                   | Sportág       | Versenyszám               |
| ----- | ----------------------------------------------------------- | ------------- | ------------------------- |
| Arany | Michal Martikán                                             | Kajak-kenu    | Férfi szlalom kenu egyes  |
| Arany | Pavol Hochschorner Peter Hochschorner                       | Kajak-kenu    | Férfi szlalom kenu kettes |
| Arany | Elena Kaliská                                               | Kajak-kenu    | Női szlalom kajak egyes   |
| Ezüst | Richard Riszdorfer Michal Riszdorfer Vlček Erik Tarr György | Kajak-kenu    | Férfi kajak négyes 1000 m |
| Ezüst | Zuzana Štefečeková                                          | Sportlövészet | Női trap                  |
| Bronz | David Musuľbes                                              | Birkózás      | Férfi szabadfogás, 120 kg |

## Asztalitenisz
Női

| Versenyző | Versenyszám | Selejtező                                     | 64-es főtábla                                         | 48-as főtábla                                    | 32-es főtábla     | Nyolcaddöntő      | Negyeddöntő       | Elődöntő          | Döntő             | Helyezés |
| Versenyző | Versenyszám | Ellenfél Eredmény                             | Ellenfél Eredmény                                     | Ellenfél Eredmény                                | Ellenfél Eredmény | Ellenfél Eredmény | Ellenfél Eredmény | Ellenfél Eredmény | Ellenfél Eredmény | Helyezés |
| --------- | ----------- | --------------------------------------------- | ----------------------------------------------------- | ------------------------------------------------ | ----------------- | ----------------- | ----------------- | ----------------- | ----------------- | -------- |
| Ódor Éva  | Egyes       | Priscila Tommy (VAN) · 11-5, 11-7, 11-2, 11-3 | Lovas Petra (HUN) · 11-9, 11-6,11-4,8-11, 9-11, 12-10 | Gao Jun (USA) · 12-10,2-11,9-11,11-9, 9-11, 4-11 | kiesett           | kiesett           | kiesett           | kiesett           | kiesett           | 33.      |

## Atlétika
| Versenyző      | Versenyszám     | Előfutam | Előfutam | Előfutam | Elődöntő | Elődöntő | Elődöntő | Döntő         | Döntő         |
| Versenyző      | Versenyszám     | Idő      | Hely.    | Össz.    | Idő      | Hely.    | Össz.    | Idő           | Helyezés      |
| -------------- | --------------- | -------- | -------- | -------- | -------- | -------- | -------- | ------------- | ------------- |
| Jozef Repčìk   | 800 m           | 1:48,44  | 5.       | 46.      | kiesett  | kiesett  | kiesett  | kiesett       | kiesett       |
| Matej Tóth     | 20 km gyaloglás |          |          |          |          |          |          | 1:23:17       | 26.           |
| Miloš Bátovský | 50 km gyaloglás |          |          |          |          |          |          | 4:06:30       | 35.           |
| Peter Korčok   | 50 km gyaloglás |          |          |          |          |          |          | nem ért célba | nem ért célba |
| Kazimír Verkin | 50 km gyaloglás |          |          |          |          |          |          | 4:21:26       | 47.           |

| Versenyző         | Versenyszám   | Selejtező | Selejtező | Döntő    | Döntő    |
| Versenyző         | Versenyszám   | Eredmény  | Helyezés  | Eredmény | Helyezés |
| ----------------- | ------------- | --------- | --------- | -------- | -------- |
| Peter Horák       | Magasugrás    | 215 cm    | 33.*      | kiesett  | kiesett  |
| Dmitrij Vaľukevič | Hármasugrás   | 17,08 m   | 14.       | kiesett  | kiesett  |
| Milan Haborák     | Súlylökés     | 19,32 m   | 30.       | kiesett  | kiesett  |
| Libor Charfreitag | Kalapácsvetés | 76,61 m   | 10.       | 78,65 m  | 8.       |
| Miloslav Konopka  | Kalapácsvetés | 71,96 m   | 23.       | kiesett  | kiesett  |

| Versenyző         | Versenyszám | 100 m | 100 m | Távolugrás | Távolugrás | Súlylökés | Súlylökés | Magasugrás | Magasugrás | 400 m | 400 m | 110 m gát | 110 m gát | Diszkoszvetés | Diszkoszvetés | Rúdugrás | Rúdugrás | Gerelyhajítás | Gerelyhajítás | 1500 m  | 1500 m | Végeredmény | Végeredmény |
| Versenyző         | Versenyszám | Idő   | Pont  | Eredmény   | Pont       | Eredmény  | Pont      | Eredmény   | Pont       | Idő   | Pont  | Idő       | Pont      | Eredmény      | Pont          | Eredmény | Pont     | Eredmény      | Pont          | Idő     | Pont   | Pont        | Helyezés    |
| ----------------- | ----------- | ----- | ----- | ---------- | ---------- | --------- | --------- | ---------- | ---------- | ----- | ----- | --------- | --------- | ------------- | ------------- | -------- | -------- | ------------- | ------------- | ------- | ------ | ----------- | ----------- |
| Slaven Dizdarevič | Tízpróba    | 11,16 | 825   | 702 cm     | 818        | 13,97 m   | 727       | 196 cm     | 767        | 52,02 | 724   | 15,61     | 777       | 39,86 m       | 662           | 400 cm   | 617      | 43,58 m       | 494           | 4:51,42 | 610    | 7021        | 24.         |

Női

| Versenyző       | Versenyszám     | Előfutam | Előfutam | Előfutam | Elődöntő | Elődöntő | Elődöntő | Döntő   | Döntő    |
| Versenyző       | Versenyszám     | Idő      | Hely.    | Össz.    | Idő      | Hely.    | Össz.    | Idő     | Helyezés |
| --------------- | --------------- | -------- | -------- | -------- | -------- | -------- | -------- | ------- | -------- |
| Lucia Klocová   | 800 m           | 1:59,42  | 3.       | 3.       | 1:58,80  | 3.       | 11.      | kiesett | kiesett  |
| Miriam Bobková  | 100 m gát       | 13,65    | 8.       | 37.      | kiesett  | kiesett  | kiesett  | kiesett | kiesett  |
| Zuzana Malíková | 20 km gyaloglás |          |          |          |          |          |          | 1:34:33 | 31.      |
| Zuzana Tomas    | Maraton         |          |          |          |          |          |          | 2:49:39 | 67.      |

| Versenyző        | Versenyszám   | Selejtező             | Selejtező             | Döntő    | Döntő    |
| Versenyző        | Versenyszám   | Eredmény              | Helyezés              | Eredmény | Helyezés |
| ---------------- | ------------- | --------------------- | --------------------- | -------- | -------- |
| Jana Velďáková   | Távolugrás    | érvényes ugrás nélkül | érvényes ugrás nélkül | kiesett  | kiesett  |
| Dana Velďáková   | Hármasugrás   | érvényes ugrás nélkül | érvényes ugrás nélkül | kiesett  | kiesett  |
| Martina Hrašnová | Kalapácsvetés | 72,87 m               | 3.                    | 71,00 m  | 8.       |

* - két másik versenyzővel azonos eredményt ért el

## Birkózás

### Férfi
Kötöttfogású

| Versenyző    | Versenyszám | Selejtező                       | Nyolcaddöntő      | Negyeddöntő       | Elődöntő          | Vigaszág első kör | Vigaszág elődöntő | Bronz- mérkőzés   | Döntő             | Helyezés |
| Versenyző    | Versenyszám | Ellenfél Eredmény               | Ellenfél Eredmény | Ellenfél Eredmény | Ellenfél Eredmény | Ellenfél Eredmény | Ellenfél Eredmény | Ellenfél Eredmény | Ellenfél Eredmény | Helyezés |
| ------------ | ----------- | ------------------------------- | ----------------- | ----------------- | ----------------- | ----------------- | ----------------- | ----------------- | ----------------- | -------- |
| Bátky Attila | 84 kg       | Yunior Estrada (CUB) · 0-4, 0-5 | kiesett           | kiesett           | kiesett           |                   |                   |                   |                   | 19.      |

Szabadfogású

| Versenyző      | Versenyszám | Selejtező         | Nyolcaddöntő                    | Negyeddöntő                  | Elődöntő                        | Vigaszág első kör | Vigaszág elődöntő | Bronz- mérkőzés                   | Döntő             | Helyezés |
| Versenyző      | Versenyszám | Ellenfél Eredmény | Ellenfél Eredmény               | Ellenfél Eredmény            | Ellenfél Eredmény               | Ellenfél Eredmény | Ellenfél Eredmény | Ellenfél Eredmény                 | Ellenfél Eredmény | Helyezés |
| -------------- | ----------- | ----------------- | ------------------------------- | ---------------------------- | ------------------------------- | ----------------- | ----------------- | --------------------------------- | ----------------- | -------- |
| David Musuľbes | 120 kg      |                   | Wilson Seiwari (NGR) · 3-0, 6-0 | Aubéli Ottó (HUN) · 2-1, 2-0 | Artur Taymazov (UZB) · 0-1, 0-1 |                   |                   | Disney Rodríguez (CUB) · 4-0, 4-2 |                   |          |

## Cselgáncs
Férfi

| Versenyző        | Versenyszám  | Selejtező         | 32-es főtábla                   | Nyolcaddöntő      | Negyeddöntő       | Elődöntő          | Vigaszág első kör | Vigaszág negyeddöntő | Vigaszág elődöntő | Bronz- mérkőzés   | Döntő             | Helyezés |
| Versenyző        | Versenyszám  | Ellenfél Eredmény | Ellenfél Eredmény               | Ellenfél Eredmény | Ellenfél Eredmény | Ellenfél Eredmény | Ellenfél Eredmény | Ellenfél Eredmény    | Ellenfél Eredmény | Ellenfél Eredmény | Ellenfél Eredmény | Helyezés |
| ---------------- | ------------ | ----------------- | ------------------------------- | ----------------- | ----------------- | ----------------- | ----------------- | -------------------- | ----------------- | ----------------- | ----------------- | -------- |
| Pálkovács Zoltán | Félnehézsúly |                   | Eduardo Costa (ARG) · 0100-0110 | kiesett           | kiesett           | kiesett           |                   |                      |                   |                   |                   | 21.      |

## Kajak-kenu

### Síkvízi
Férfi

| Versenyző                                                   | Versenyszám         | Előfutam | Előfutam | Előfutam | Elődöntő | Elődöntő | Elődöntő | Döntő    | Döntő    |
| Versenyző                                                   | Versenyszám         | Idő      | Hely.    | Össz.    | Idő      | Hely.    | Össz.    | Idő      | Helyezés |
| ----------------------------------------------------------- | ------------------- | -------- | -------- | -------- | -------- | -------- | -------- | -------- | -------- |
| Marián Ostrčil                                              | Kenu egyes 500 m    | 1:55,911 | 6.       | 17.      | 1:58,401 | 8.       | 14.      | kiesett  | kiesett  |
| Marián Ostrčil                                              | Kenu egyes 1000 m   | 4:00,191 | 3.       | 6.       | 4:03,696 | 5.       | 9.       | kiesett  | kiesett  |
| Michal Riszdorfer Richard Riszdorfer Vlček Erik Tarr György | Kajak négyes 1000 m | 2:57,876 | 1. D     | 3.       |          |          |          | 2:56,593 |          |

Női

| Versenyző                     | Versenyszám        | Előfutam | Előfutam | Előfutam | Elődöntő | Elődöntő | Elődöntő | Döntő   | Döntő    |
| Versenyző                     | Versenyszám        | Idő      | Hely.    | Össz.    | Idő      | Hely.    | Össz.    | Idő     | Helyezés |
| ----------------------------- | ------------------ | -------- | -------- | -------- | -------- | -------- | -------- | ------- | -------- |
| Ivana Kmeťová Martina Kohlová | Kajak kettes 500 m | 1:47,284 | 7.       | 13.      | 1:46,380 | 7.       | 7.       | kiesett | kiesett  |

### Szlalom
Férfi

| Versenyző                             | Versenyszám | Selejtező | Selejtező | Selejtező | Selejtező | Selejtező  | Selejtező  | Elődöntő | Elődöntő | Döntő   | Döntő   | Összesítés | Összesítés |
| Versenyző                             | Versenyszám | 1. futam  | 1. futam  | 2. futam  | 2. futam  | Összesítés | Összesítés | Elődöntő | Elődöntő | Döntő   | Döntő   | Összesítés | Összesítés |
| Versenyző                             | Versenyszám | Pont      | Hely.     | Pont      | Hely.     | Pont       | Hely.      | Pont     | Hely.    | Pont    | Hely.   | Pont       | Helyezés   |
| ------------------------------------- | ----------- | --------- | --------- | --------- | --------- | ---------- | ---------- | -------- | -------- | ------- | ------- | ---------- | ---------- |
| Peter Cibák                           | Kajak egyes | 86,26     | 11.*      | 86,69     | 11.       | 172,95     | 11.        | 89,41    | 12.      | kiesett | kiesett | kiesett    | kiesett    |
| Michal Martikán                       | Kenu egyes  | 85,13     | 1.        | 85,02     | 3.        | 170,15     | 1.         | 88,92    | 1.       | 87,73   | 1.      | 176,65     |            |
| Pavol Hochschorner Peter Hochschorner | Kenu kettes | 93,69     | 1.        | 93,04     | 3.        | 186,73     | 1.         | 94,88    | 2.       | 95,94   | 2.      | 190,82     |            |

Női

| Versenyző     | Versenyszám | Selejtező | Selejtező | Selejtező | Selejtező | Selejtező  | Selejtező  | Elődöntő | Elődöntő | Döntő | Döntő | Összesítés | Összesítés |
| Versenyző     | Versenyszám | 1. futam  | 1. futam  | 2. futam  | 2. futam  | Összesítés | Összesítés | Elődöntő | Elődöntő | Döntő | Döntő | Összesítés | Összesítés |
| Versenyző     | Versenyszám | Pont      | Hely.     | Pont      | Hely.     | Pont       | Hely.      | Pont     | Hely.    | Pont  | Hely. | Pont       | Helyezés   |
| ------------- | ----------- | --------- | --------- | --------- | --------- | ---------- | ---------- | -------- | -------- | ----- | ----- | ---------- | ---------- |
| Elena Kaliská | Kajak egyes | 94,34     | 4.        | 91,85     | 1.        | 186,19     | 1.         | 97,13    | 1.       | 95,51 | 1.    | 192,64     |            |

* - egy másik versenyzővel azonos pontszámmal végzett

## Kerékpározás

### Hegyi-kerékpározás
| Versenyző      | Versenyszám      | Idő           | Helyezés |
| -------------- | ---------------- | ------------- | -------- |
| Janka Števková | Női terepverseny | 2 kör hátrány | 24.      |

### Országúti kerékpározás
Férfi

| Versenyző    | Versenyszám   | Idő                   | Helyezés      |
| ------------ | ------------- | --------------------- | ------------- |
| Roman Broniš | Mezőnyverseny | nem ért célba         | nem ért célba |
| Ján Valach   | Mezőnyverseny | 6:34:26 (+10:37)      | 61.           |
| Matej Jurčo  | Mezőnyverseny | nem ért célba         | nem ért célba |
| Matej Jurčo  | Időfutam      | 1:07:52,92 (+5:41,49) | 28.           |

## Sportlövészet
Férfi

| Versenyző       | Versenyszám           | Selejtező | Selejtező | Döntő   | Döntő    |
| Versenyző       | Versenyszám           | Pont      | Helyezés  | Pont    | Helyezés |
| --------------- | --------------------- | --------- | --------- | ------- | -------- |
| Gönci József    | Sportpuska, összetett | 1154      | 37.       | kiesett | kiesett  |
| Gönci József    | Sportpuska, fekvő     | 593       | 16.       | kiesett | kiesett  |
| Pavol Kopp      | Légpisztoly           | 575       | 27.       | kiesett | kiesett  |
| Pavol Kopp      | Szabadpisztoly        | 563       | 3.        | 657,6   | 5.       |
| Varga Erik      | Trap                  | 117       | 9.        | kiesett | kiesett  |
| Mário Filipovič | Trap                  | 115       | 14.       | kiesett | kiesett  |

Női

| Versenyző          | Versenyszám           | Selejtező | Selejtező | Döntő   | Döntő    |
| Versenyző          | Versenyszám           | Pont      | Helyezés  | Pont    | Helyezés |
| ------------------ | --------------------- | --------- | --------- | ------- | -------- |
| Daniela Pešková    | Légpuska              | 396       | 9.        | kiesett | kiesett  |
| Daniela Pešková    | Sportpuska, összetett | 577       | 22.       | kiesett | kiesett  |
| Zuzana Štefečeková | Trap                  | 70        | 1.        | 89      |          |
| Danka Barteková    | Skeet                 | 67        | 8.        | kiesett | kiesett  |

## Súlyemelés
Férfi

| Versenyző      | Versenyszám | Szakítás   | Szakítás   | Lökés      | Lökés      | Összesen   | Helyezés   |
| Versenyző      | Versenyszám | Eredmény   | Helyezés   | Eredmény   | Helyezés   | Összesen   | Helyezés   |
| -------------- | ----------- | ---------- | ---------- | ---------- | ---------- | ---------- | ---------- |
| Ondrej Kutlík  | 85 kg       | 150,0      | 15.        | 193,0      | 12.        | 343,0      | 12.        |
| Martin Tešovič | 105 kg      | nem indult | nem indult | nem indult | nem indult | nem indult | nem indult |

## Tenisz
Férfi

| Versenyző      | Versenyszám | 64-es főtábla                         | 32-es főtábla                     | Nyolcaddöntő      | Negyeddöntő       | Elődöntő          | Bronz- mérkőzés   | Döntő             | Helyezés |
| Versenyző      | Versenyszám | Ellenfél Eredmény                     | Ellenfél Eredmény                 | Ellenfél Eredmény | Ellenfél Eredmény | Ellenfél Eredmény | Ellenfél Eredmény | Ellenfél Eredmény | Helyezés |
| -------------- | ----------- | ------------------------------------- | --------------------------------- | ----------------- | ----------------- | ----------------- | ----------------- | ----------------- | -------- |
| Dominik Hrbatý | Egyes       | Thomaz Bellucci (BRA) · 2-6, 6-4, 6-2 | James Blake (USA) · 6-7, 6-4, 3-6 | kiesett           | kiesett           | kiesett           | kiesett           | kiesett           | 17.      |

Női

| Versenyző                           | Versenyszám | 64-es főtábla                       | 32-es főtábla                               | Nyolcaddöntő                     | Negyeddöntő       | Elődöntő          | Bronz- mérkőzés   | Döntő             | Helyezés |
| Versenyző                           | Versenyszám | Ellenfél Eredmény                   | Ellenfél Eredmény                           | Ellenfél Eredmény                | Ellenfél Eredmény | Ellenfél Eredmény | Ellenfél Eredmény | Ellenfél Eredmény | Helyezés |
| ----------------------------------- | ----------- | ----------------------------------- | ------------------------------------------- | -------------------------------- | ----------------- | ----------------- | ----------------- | ----------------- | -------- |
| Dominika Cibulková                  | Egyes       | Pauline Parmentier (FRA) · 6-1, 7-5 | Cvetana Pironkova (BUL) · 6-2, 6-2          | Jelena Janković (SRB) · 5-7, 1-6 | kiesett           | kiesett           | kiesett           | kiesett           | 9.       |
| Daniela Hantuchová                  | Egyes       | Szugijama Ai (JPN) · 6-2, 7-5       | Caroline Wozniacki (DEN) · 1-6, 3-6         | kiesett                          | kiesett           | kiesett           | kiesett           | kiesett           | 17.      |
| Daniela Hantuchová Janette Husárová | Páros       |                                     | Kína (CHN) · Jen Ce · Cseng Csie · 1-6, 6-7 | kiesett                          | kiesett           | kiesett           | kiesett           | kiesett           | 17.      |

## Tollaslabda
| Versenyző     | Versenyszám | Selejtező         | 32-es főtábla                | Nyolcaddöntő      | Negyeddöntő       | Elődöntő          | Bronz- mérkőzés   | Döntő             | Helyezés |
| Versenyző     | Versenyszám | Ellenfél Eredmény | Ellenfél Eredmény            | Ellenfél Eredmény | Ellenfél Eredmény | Ellenfél Eredmény | Ellenfél Eredmény | Ellenfél Eredmény | Helyezés |
| ------------- | ----------- | ----------------- | ---------------------------- | ----------------- | ----------------- | ----------------- | ----------------- | ----------------- | -------- |
| Eva Sládeková | Női egyes   |                   | Wang Chen (HKG) · 7-21, 7-21 | kiesett           | kiesett           | kiesett           | kiesett           | kiesett           | 17.      |

## Torna
Női

| Versenyző      | Versenyszám      | Selejtező | Selejtező | Döntő    | Döntő    |
| Versenyző      | Versenyszám      | Pontszám  | Helyezés  | Pontszám | Helyezés |
| -------------- | ---------------- | --------- | --------- | -------- | -------- |
| Ivana Kováčová | Felemás korlát   | 12,500    | 79.       | kiesett  | kiesett  |
| Ivana Kováčová | Gerenda          | 12,350    | 81.       | kiesett  | kiesett  |
| Ivana Kováčová | Egyéni összetett | 24,850    | 92.       | kiesett  | kiesett  |

## Triatlon
| Versenyző   | Versenyszám | 1,5 km úszás     | 1,5 km úszás     | 40 km kerékpározás | 40 km kerékpározás | 10 km futás   | 10 km futás   | Összesítés    | Összesítés    |
| Versenyző   | Versenyszám | Idő              | Hely.            | Idő                | Hely.              | Idő           | Hely.         | Idő           | Helyezés      |
| ----------- | ----------- | ---------------- | ---------------- | ------------------ | ------------------ | ------------- | ------------- | ------------- | ------------- |
| Pavel Šimko | Férfi       | nem teljesítette | nem teljesítette | nem ért célba      | nem ért célba      | nem ért célba | nem ért célba | nem ért célba | nem ért célba |

## Úszás
Férfi

| Versenyző    | Versenyszám | Előfutam | Előfutam | Előfutam | Elődöntő | Elődöntő | Elődöntő | Döntő   | Döntő    |
| Versenyző    | Versenyszám | Idő      | Hely.    | Össz.    | Idő      | Hely.    | Össz.    | Idő     | Helyezés |
| ------------ | ----------- | -------- | -------- | -------- | -------- | -------- | -------- | ------- | -------- |
| Ľuboš Križko | 100 m hát   | 54,07    | 2.       | 8.       | 54,38    | 7.       | 13.      | kiesett | kiesett  |

Női

| Versenyző         | Versenyszám    | Előfutam | Előfutam | Előfutam | Elődöntő | Elődöntő | Elődöntő | Döntő   | Döntő    |
| Versenyző         | Versenyszám    | Idő      | Hely.    | Össz.    | Idő      | Hely.    | Össz.    | Idő     | Helyezés |
| ----------------- | -------------- | -------- | -------- | -------- | -------- | -------- | -------- | ------- | -------- |
| Martina Moravcová | 50 m gyors     | 25,47    | 2.       | 27.      | kiesett  | kiesett  | kiesett  | kiesett | kiesett  |
| Martina Moravcová | 100 m gyors    | 55,20    | 6.       | 23.      | kiesett  | kiesett  | kiesett  | kiesett | kiesett  |
| Martina Moravcová | 100 m pillangó | 59,03    | 7.       | 25.      | kiesett  | kiesett  | kiesett  | kiesett | kiesett  |
| Denisa Smolenová  | 200 m pillangó | 2:13,81  | 7.       | 31.      | kiesett  | kiesett  | kiesett  | kiesett | kiesett  |

## Vitorlázás
Férfi

| Versenyző     | Versenyszám     | Futam | Futam | Futam | Futam | Futam | Futam | Futam | Futam | Futam | Futam | Futam | Pontszám | Helyezés |
| Versenyző     | Versenyszám     | 1     | 2     | 3     | 4     | 5     | 6     | 7     | 8     | 9     | 10    | É     | Pontszám | Helyezés |
| ------------- | --------------- | ----- | ----- | ----- | ----- | ----- | ----- | ----- | ----- | ----- | ----- | ----- | -------- | -------- |
| Patrik Pollák | Szörfvitorlázás | 26    | 30    | 25    | 30    | 23    | 28    | 31    | 29    | 28    | 24    | -     | 243      | 30.      |